# Pro Cycling Manager 2021
 (février 2025).
La mise en forme du texte ne suit pas les recommandations de Wikipédia : il faut le « wikifier ».
Les points d'amélioration suivants sont les cas les plus fréquents. Le détail des points à revoir est peut-être précisé sur la page de discussion.
- Les titres sont pré-formatés par le logiciel. Ils ne sont ni en capitales, ni en gras.
- Le texte ne doit pas être écrit en capitales (les noms de famille non plus), ni en gras, ni en italique, ni en « petit »…
- Le gras n'est utilisé que pour surligner le titre de l'article dans l'introduction, une seule fois.
- L'italique est rarement utilisé : mots en langue étrangère, titres d'œuvres, noms de bateaux, etc.
- Les citations ne sont pas en italique mais en corps de texte normal. Elles sont entourées par des guillemets français : « et ».
- Les listes à puces sont à éviter, des paragraphes rédigés étant largement préférés. Les tableaux sont à réserver à la présentation de données structurées (résultats, etc.).
- Les appels de note de bas de page (petits chiffres en exposant, introduits par l'outil «  Source ») sont à placer entre la fin de phrase et le point final[comme ça].
- Les liens internes (vers d'autres articles de Wikipédia) sont à choisir avec parcimonie. Créez des liens vers des articles approfondissant le sujet. Les termes génériques sans rapport avec le sujet sont à éviter, ainsi que les répétitions de liens vers un même terme.
- Les liens externes sont à placer uniquement dans une section « Liens externes », à la fin de l'article. Ces liens sont à choisir avec parcimonie suivant les règles définies. Si un lien sert de source à l'article, son insertion dans le texte est à faire par les notes de bas de page.
- La présentation des références doit suivre les conventions bibliographiques. Il est recommandé d'utiliser les modèles {{Ouvrage}}, {{Chapitre}}, {{Article}}, {{Lien web}} et/ou {{Bibliographie}}. Le mode d'édition visuel peut mettre en forme automatiquement les références.
- Insérer une infobox (cadre d'informations à droite) n'est pas obligatoire pour parachever la mise en page.

Pour une aide détaillée, merci de consulter Aide:Wikification.
Si vous pensez que ces points ont été résolus, vous pouvez retirer ce bandeau et améliorer la mise en forme d'un autre article.
 (février 2025).
Si vous disposez d'ouvrages ou d'articles de référence ou si vous connaissez des sites web de qualité traitant du thème abordé ici, merci de compléter l'article en donnant les références utiles à sa vérifiabilité et en les liant à la section « Notes et références ».
Pro Cycling Manager 2021 est un jeu vidéo de gestion sportive et de simulation de cyclisme développé par Cyanide Studio et édité par Nacon, sorti le 3 juin 2021 sur Microsoft Windows. Il fait partie de la série Pro Cycling Manager.

## Système de jeu
Pro Cycling Manager 2021 propose au joueur de diriger une équipe cycliste professionnelle au cours d'une saison. Le jeu inclut plus de 800 coureurs, 80 équipes, 260 courses et 700 étapes.
Le joueur doit gérer différents aspects de son équipe :
- Recrutement des coureurs : construire une équipe compétitive en fonction des résultats et du budget.
- Sponsors : attirer des sponsors pour augmenter les revenus de l'équipe.
- Finances : assurer la stabilité financière de l'équipe pour satisfaire les sponsors et recruter de nouveaux coureurs.
- Équipement : gérer la recherche et développement pour améliorer l'équipement et optimiser les performances.
- Staff : recruter du personnel (entraîneurs, recruteurs, médecins) pour encadrer l'équipe.
- Entraînement : envoyer des recruteurs pour découvrir de jeunes talents et gérer l'équipe de développement pour potentiellement les intégrer à l'équipe professionnelle.

Le jeu propose différents modes de jeu :
- Carrière : le joueur devient directeur sportif d'une équipe cycliste et doit atteindre des objectifs sportifs.
- Course simple : le joueur peut participer à une course unique avec l'équipe de son choix.
- Piste : le joueur incarne un coureur sur piste dans différentes disciplines.
- Pro Cycliste : le joueur crée son propre coureur et gère sa carrière individuelle.

## Accueil
|       | Jeuxvideo.com | Steam | Gameblog |
| Notes | 5/20          | 7/10  | 6/10     |